# Второй легчайший вес в боксе
Второй легчайший вес (англ. Super bantamweight, Junior featherweight) — весовая категория в профессиональном боксе между полулёгкой и легчайшей весовыми категориями. Предел веса для дивизиона составляет 122 фунтов (55,225 кг).

## Действующие чемпионы мира
| Организация | Дата завоевания титула | Чемпион    | Рекорд       | Защиты титула |
| ----------- | ---------------------- | ---------- | ------------ | ------------- |
| WBA         | 26 декабря 2023        | Наоя Иноуэ | 30-0 (27 KO) | 4             |
| WBC         | 25 июля 2023           | Наоя Иноуэ | 30-0 (27 KO) | 5             |
| IBF         | 26 декабря 2023        | Наоя Иноуэ | 30-0 (27 KO) | 4             |
| WBO         | 25 июля 2023           | Наоя Иноуэ | 30-0 (27 KO) | 5             |